# Sphaeropteris stigmosa
Sphaeropteris stigmosa là một loài thực vật có mạch trong họ Cyatheaceae. Loài này được (Desv.) R.M. Tryon miêu tả khoa học đầu tiên năm 1970.